# Lawrence Quaye
Lawrence Quaye (Acra, Ghana; 22 de agosto de 1984) es un exfutbolista de Catar nacido en Ghana que jugaba en la posición de centrocampista. Es hermano del también futbolista Abdullah Quaye e hijo del exinternacional defensor Awuley Quaye, Sr.

## Carrera

### Club
| Periodo   | Club                  |
| --------- | --------------------- |
| 2001–2002 | Liberty Professionals |
| 2003–2004 | AS Saint-Étienne      |
| 2004–2017 | Al-Gharafa SC         |
| 2017–2018 | Al-Markhiya SC        |
| 2018–2021 | Umm-Salal SC          |
| 2021–2022 | Al-Kharitiyath        |

### Selección nacional
A nivel menor representó a la selección sub-17 de Ghana donde incluso fue capitán, pero decidió jugar para Catar en 2010, con la que jugaría 31 partidos y participó en la Copa Asiática 2011.

## Logros
- Ligue 2: 2004
- Liga de fútbol de Catar: 2005, 2008, 2009, 2010
- Copa del Emir de Catar: 2009
- Copa de las Estrellas de Catar: 2009
- Copa de Catar: 2010
- Copa del Jeque Jassem: 2006, 2008